# In Gambia
In Gambia – czterdziesty dziewiąty album studyjny Sizzli, jamajskiego wykonawcy muzyki reggae i dancehall.
Płyta została wydana 20 marca 2012 roku przez nowojorską wytwórnię VP Records. Większość utworów została zarejestrowana podczas wizyty wokalisty w Gambii w grudniu 2008 roku. Produkcją nagrań zajął się Damani "DJ Karim" Thompson.
7 kwietnia 2012 roku album osiągnął 10. miejsce w cotygodniowym zestawieniu najlepszych albumów reggae magazynu Billboard (ogółem był notowany na liście przez 2 tygodnie).

## Lista utworów
1. "Welcome To Africa"
2. "Blackman Rise"
3. "Woman of Creation"
4. "Nothing Can Wrong"
5. "Feed the Children"
6. "Too Much War"
7. "Make A Visit"
8. "Let It Grow" feat. Jesse Jendah
9. "Gambian Girls"
10. "Planet in Peril"
11. "Where Is the Love"
12. "Branded African"

## Twórcy

### Muzycy
- Sizzla – wokal
- Jesse Jendah – wokal (gościnnie)
- Rannoy Gordon – gitara
- Shiah Coore – gitara basowa
- Paul Madden – gitara basowa
- Yohance Thompson – perkusja
- Karim "DJ Karim" Thompson – perkusja, instrumenty klawiszowe
- Jathneil Randall – instrumenty klawiszowe

### Personel
- Robert Murphy – inżynier dźwięku
- Richard "Breadback" Bramwell – inżynier dźwięku
- Karim "DJ Karim" Thompson – miks
- Paul Shields – mastering
- Nesta Garrick – projekt okładki